# Pelexia collocaliae
Pelexia collocaliae är en orkidéart som beskrevs av Dariusz Lucjan Szlachetko. Pelexia collocaliae ingår i släktet Pelexia och familjen orkidéer.
Artens utbredningsområde är Paraguay. Inga underarter finns listade i Catalogue of Life.